# Cracticus mentalis
El verdugo dorsinegro (Cracticus mentalis) es una especie de ave paseriforme de la familia Artamidae propia del sur de Nueva Guinea y el norte de Queensland, en Australia.

## Taxonomía
El dorsinegro fue descrito inicialmente por los exploradores y naturalistas italianos Tommaso Salvadori y  Luigi D'Albertis en 1876. Es uno de los seis o siete miembros del género Cracticus denominados verdugos. En este género, está muy relacionado con los verdugos acollarado y el dorsi plateado. Los tres forman un grupo monofilético, el subgénero Bulestes—en este género, han divergido de ancestros del Cracticus nigrogularis hace unos 5 millones de años.

## Descripción
Al igual que otros verdugos, el black-backed butcherbird is un pájaro de aspecto compacto, con una cabeza relativamente grande y con alas y patas cortas. Mide unos 25 cm de largo. Los especímenes de Australia son más pequeños que los de Nueva Guinea.Su plumaje es predominantemente negro y blanco. Tiene una cabeza de color negro que asemeja una capucha, al igual que parte baja de la espalda y el interior de las alas. La garganta y el resto del cuerpo al igual que el borde de las alas son blancos. Su cola es gris. Sus ojos son de un color pardo oscuro, las patas son grises y el pico es gris azulado con el extremo negro, y un gancho prominente en el extremo.
El plumaje de los ejemplares jóvenes tiene alterna un marrón desordenado con el blanco en manera similar a los adultos.

## Distribución y hábitat
El verdugo dorsinegro se encuentra en la península del Cabo York, al norte del río Palmer, y en la región migratoria alrededor de Port Moresby en Nueva Guinea volando a altitudes de hasta 600 m (2000 pies). Su hábitat es la sabana y los bosques abiertos.

## Comportamiento
Se ha observado al verdugo dorsinegro  realizando baños de hormigas.

### Alimentación
El verdugo dorsinegro es carnívoro, cazando pequeñas lagartijas y aves.

### Reproducción
Construye su nido en una rama en un árbol, utilizando palitos junto con algún material más suave tal como pastos secos, corteza y hojas de manera de recubrir el interior de la taza. La puesta consiste de 2 a 4 huevos con pintas marrones sobre un tono base de diversas tonalidades de verde grisáceo o pardo, o rojo. El huevo es de forma ovalada, midiendo unos 27 mm de largo por 20 mm en dirección transversal.